# Gliese 625
Gliese 625 – gwiazda w gwiazdozbiorze Smoka. Znajduje się w odległości 29,6 roku świetlnego od Słońca. Ma układ planetarny.

## Charakterystyka
Jest to czerwony karzeł, gwiazda ciągu głównego o typie widmowym M2. Ma temperaturę około 3500 K i jasność 1,4% jasności Słońca; jej masa jest oceniana na 30% masy Słońca, a promień to 31% promienia Słońca.

## Układ planetarny
Okrążająca gwiazdę planeta GJ 625 b została wykryta dzięki pomiarowi zmian prędkości radialnej gwiazdy w 2017 roku. Ma masę minimalną około trzykrotnie większą niż masa Ziemi i krąży blisko wewnętrznego skraju ekosfery.
| Towarzysz | Masa minimalna [M🜨] | Okres orbitalny [d] | Półoś wielka [au]           | Ekscentryczność |
| b         | 2,82 ± 0,51         | 14,628 +0,12−0,013  | 0,078361 +0,000044−0,000046 | 0,13 +0,12−0,09 |